# Самодийская мифология
Самодийская мифология — это религия самодийских народов, которые сформировались в Южной Сибири (Саяны), а затем мигрировали на север к побережью Северного Ледовитого океана (ненцы, нганасаны, селькупы). Самодийцы знали верховного бога Нума (ср. Нум-Торум) и его злого двойника. Важную роль в мифологии играли ведьмы-старухи — хозяйки природы (рыбного промысла, огня, леса). Присутствовали и духи-хозяева лозы. Также самодийцы верили в звероподобных духов-помощников шаманов тадебцо и демонических автохтонов (сииртя). Распространено было учение о трёх мирах: небесном, среднем и подземном. 
Присутствует миф о всемирном потопе, от которого люди спасаются в лодке. Злой дух попытался погубить последних людей, сделав пробоину, однако лягушка заткнула собой дыру и спасла людей. Также был у самодийцев и свой миф о культурном герое.
Самодийская мифология близка к финно-угорской мифологии.